# Draugr

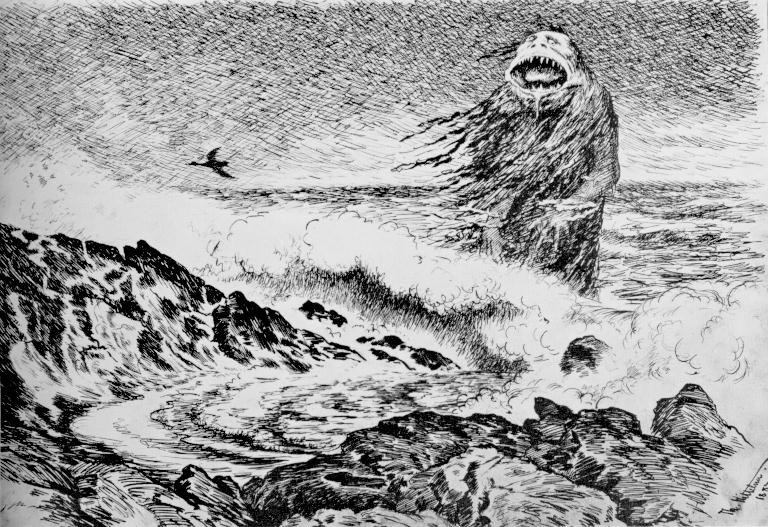
Theodor Kittelsen (1857-1914) - Sjøtrollet, 1887 (The Sea Troll).

Un draugr, au pluriel draugar, ou en islandais draugur, également appelé aptrgangr ou afturganga en islandais moderne (littéralement « celui qui marche après la mort »), est une créature vampirique de la mythologie nordique. 

## Étymologie
Le sens original du mot norrois est « fantôme ». Le mot est attribué à la racine proto-indo-européenne *dʰrowgʰos « fantôme, » de *dʰrewgʰ- « tromper ». Cette racine reflète une conception traditionnelle selon laquelle le monde du mal est aussi celui du mensonge..

## Description
Les draugar vivent dans leur tombe, gardant souvent un trésor enfoui avec eux dans leur tumulus. Ce sont des cadavres animés qui, contrairement aux fantômes, ont un corps physique avec des aptitudes physiques similaires à celles des êtres vivants. Le vieil anglais apparenté a été dréag (« apparition, fantôme »). Le mot gaélique dréag ou driug, dont le sens est « présage, météore », est emprunté à l'ancien anglais ou au mot vieux norrois.
Dans les récits les plus anciens, ceux qui voulaient se débarrasser des draugar les décapitaient, mais cette méthode était en général moins efficace que la plus courante, qui consistait à s'introduire dans les tertres où les revenants dormaient, à en sortir leur corps (qui n'était jamais décomposé, mais bien souvent noirâtre, plus grand et plus gros qu'au moment de la mort), à le brûler et à répandre les cendres dans un cours d'eau.
À côté de ces rites, au nombre desquels figurent aussi bien l’empalement que l’incinération, le revenant peut aussi être ramené à la tombe par contrainte physique, comme dans la Saga de Grettir, ou par une procédure juridique : ainsi, dans la Saga de Snorri le godi, un « tribunal aux portes [de la mort] », après avoir tenté de faire droit aux demandes du draugr, le condamne dans les formes à être mort.

## Culture populaire
Le nom ou un synonyme est utilisé avec une référence plus ou moins directe avec la culture nordique :
Dans le film The Northman de Robert Eggers sorti en 2022, le héros Amleth (Alexander Skarsgård) lutte contre un draugr dans sa tombe afin de récupérer son épée.
- Dans certains épisodes de la série de jeux vidéo The Elder Scrolls, on rencontre des draugrs, montrés comme les corps de Nordiques qui reposent dans des tertres et tombeaux ; il ressemblent à des cadavres sombres et desséchés, et se réveillent lorsqu'on dérange leur sommeil.
  - Bloodmoon, la seconde extension de The Elder Scrolls III: Morrowind
  - le cinquième opus de la saga, The Elder Scrolls V: Skyrim
  - The Elder Scrolls Online
- Dans le jeu vidéo de stratégie au tour par tour Wesnoth, de puissants ennemis de type mort-vivant s'apparentant à des squelettes sont nommés Draug.
- Dans le roman de Fred Vargas Temps glaciaires, le commissaire Jean-Baptiste Adamsberg affronte un afturganga lors de son enquête en Islande.
- Dans le jeu vidéo God of War 4, qui se déroule dans un monde issu de la culture nordique et dans lequel Kratos affronte des draugar.
- Dans le jeu de société Champions of Midgard, les joueurs pourront combattre des draugar pour gagner des points.
- Dans le MMORPG Dofus, les joueurs peuvent affronter des chafers Draugr dans la plupart des cimetières, qui sont plus grands que leur congénères et possèdent une armure aux inspirations nordiques.
- Dans le jeu de cartes Magic the Gathering, l'extension Kaldheim, inspirée de la mythologie nordique, met en scène des draugar, créatures de type zombie affiliées aux couleurs bleue et noire.
- Dans le jeu vidéo Valheim, les joueurs croiseront différents types de Draugr (corps à corps, archers, élites) principalement dans les camps Draugr et dans les marais.
- Dans le jeu vidéo Kingdom Rush: Vengeance, certains niveaux contiennent des Draugar ennemis à éliminer. Ils peuvent aussi résuciter d'autres ennemis tombés au combat.

Mais souvent, le nom est utilisé sans aucun rapport avec la culture nordique :
- Dans des jeux vidéo :
  - The Witcher 2 : Assassins of Kings
  - The Secret World
  - Secret World Legends
  - Tomb Raider: Underworld sous le nom de vikings-thralls.
  - God of War 4 en tant qu'ennemis basiques récurrents.
- Dans le quatrième opus Faerie Lord (Le destin des fées) du roman  de Herbie Brennan Faerie Wars Chronicles (La guerre des fées) : un petit être bleu, Lorquin, doit tuer un Draugr pour devenir un homme.
- Dans la saison 3 de la série télévisée Sleepy Hollow, lors de l'épisode « crossover » (passerelle) avec la série Bones, Pandore transforme un ancien général anglais et ses soldats en Draugr.
- Dans Overwatch, le skin « Draugr » de Reinhardt.
- Dans le film de folk horror The Damned de Thordur Palsson, l'antagoniste est un draugr